# Blitzableiterturm

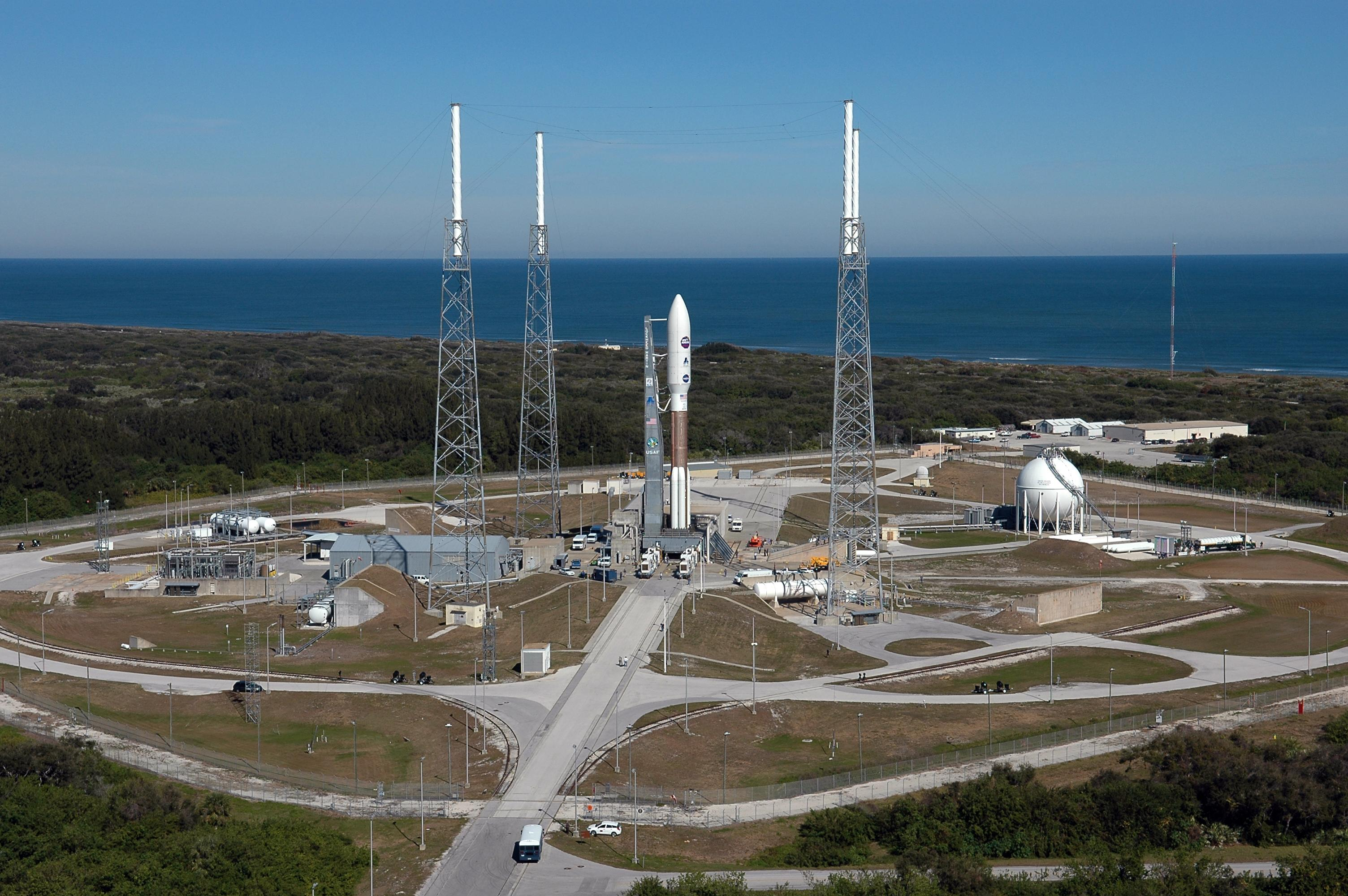
Atlas V 551 auf Launch Pad 41, umgeben von Blitzableitertürmen

Ein Blitzableiterturm ist ein meist als Stahlfachwerk-Konstruktion ausgeführtes Bauwerk, das als Blitzableiter dient. Er muss wesentlich höher als das vor dem Blitzschlag zu schützende Objekt sein.
Blitzableitertürme werden auf manchen Startrampen errichtet, bei denen der Versorgungsturm, der den Blitzschutz übernehmen kann, in der letzten Phase des Countdowns weggefahren wird, so dass im Fall eines Gewitters die Wahrscheinlichkeit eines Blitzeinschlags in die Rakete mit der Gefahr von Schäden der Bordelektronik besteht. Ein Beispiel sind die 96,2 Meter hohen Türme bei der Startrampe der Ariane 5 in Kourou, Französisch-Guayana.